# Patrick Robeet
Patrick Robeet (Lovanio, 10 ottobre 1964) è un ex ciclista su strada belga, professionista dal 1988 al 1993. Non ottenne alcuna vittoria in carriera, ma partecipò a due edizioni del Tour de France e concluse sesto al Giro di Lombardia 1989.

## Piazzamenti

### Grandi Giri
- Tour de France

1989: 51º
1990: 36º

### Classiche monumento
- Liegi-Bastogne-Liegi

1989: 23º
1991: 113º
1993: 100º
- Giro di Lombardia

1988: 30º
1989: 6º
1991: 40º